# Багратион-Мухранский, Георгий Константинович
Князь Гео́ргий Константи́нович Багратио́н-Мухра́нский (16 июля 1820 — 13 января 1877, Париж) — сенатор, статс-секретарь, тайный советник.

## Биография
Сын генерал-лейтенанта Константина Ивановича Багратион-Мухранского (1782—1842), избранного в конце жизни предводителем дворянства Тифлисской губернии, от его брака с Хорешан Гурамишвили (1786—1831); брат генерала Ивана Багратион-Мухранского.
Окончив курс в училище правоведения с чином титулярного советника, в 1842 году он был определён в штат канцелярии І отделения 3-го департамента Сената. В 1845 году стал секретарем в 1-м департаменте, в 1846 году прикомандирован к экспедиции для производства дел по торгам на питейные откупа, в 1848 году исправлял должность обер-секретаря, а в 1849 году назначен председателем эриванского губернского суда.
В 1852 году он был откомандирован к кавказскому наместнику для занятий по судебной части, в 1854 году назначен членом совета главного управления Закавказского края, а в 1859 году — членом совета кавказского наместника и директором департамента судебных дел на Кавказе. В 1866 году Багратион производил ревизию судебных учреждений по всему Закавказскому краю и крестьянских учреждений в Кутаисской губернии; в том же году он пожалован в звание сенатора. В 1867 году Багратион ревизовал административные учреждения Тифлисской губернии. В том же году, и за тем в 1870, и с 1874 по 1876 годах временно исправлял должность начальника главного управления кавказского наместника; в 1871 году назначен статс-секретарем. В 1872 году Багратион производил обозрение Елизаветпольской губернии. По сенату Багратион значится неприсутствующим сенатором с 1866 по 1876 годах.
Георгий Багратион-Мухранский умер скоропостижно в Париже 13 января 1877 года во время заграничного отпуска.